# Wa Oriental

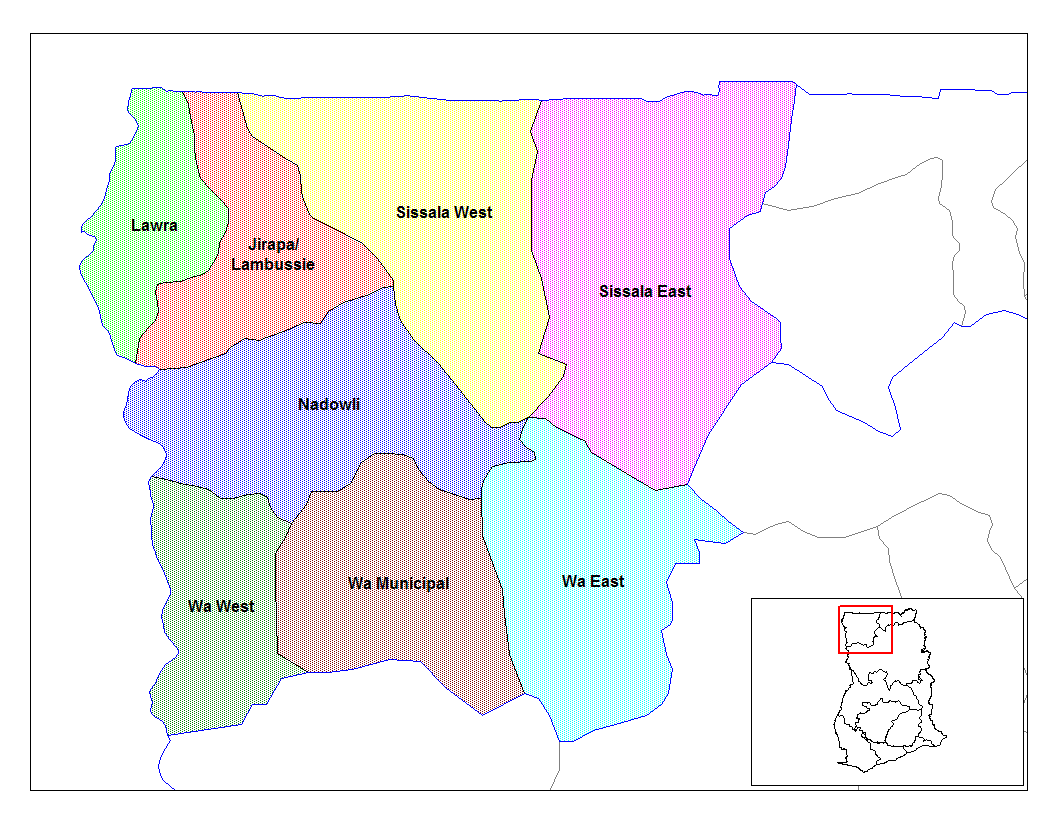
Distritos do Alto Ocidental

O Distrito de Wa Oriental é um dos oito distritos localizado no Alto Ocidental, uma das Regiões do Gana. Sua capital é Funsi.